# Santa Izabel do Oeste
Santa Izabel do Oeste är en kommun i Brasilien.   Den ligger i delstaten Paraná, i den södra delen av landet, 1 200 km sydväst om huvudstaden Brasília. Antalet invånare är 13 134.
Omgivningarna runt Santa Izabel do Oeste är en mosaik av jordbruksmark och naturlig växtlighet. Runt Santa Izabel do Oeste är det ganska glesbefolkat, med 32 invånare per kvadratkilometer.